# Station Nieuwkerken-Waas
Station Nieuwkerken-Waas is een spoorwegstation langs spoorlijn 59 in Nieuwkerken-Waas, een deelgemeente van de stad Sint-Niklaas.
De stopplaats heet officieel 'Nieuwkerken-Waas', analoog met de plaats waar het naar vernoemd is. Op de stationsnaamborden en elektronische infoborden wordt de naam echter als 'Nieuwkerken (Waas)' geschreven. Dit heeft te maken met het namenbeleid van de NMBS. In het Waasland worden het onderscheidingsachtervoegsel 'Waas' op naamborden steeds als '(Waas)' weergegeven. Dit is ook het geval voor Beveren (Waas).

## Geschiedenis
De halte werd op 23 april 1849 geopend op de spoorlijn Antwerpen - Gent, die tot in 1897 nog een spoorbreedte van 1151 mm had in plaats van normaalspoor. In 1878 werd door de privémaatschappij 'Pays de Waes' een nieuw station gebouwd, Het was quasi identiek aan het nog aanwezige stationsgebouw te Sinaai. Het is evenwel reeds geruime tijd gesloopt.
Het huidige gebouw werd in 1970 opgetrokken volgens plannen van architect Johan Beyne. Het eenvoudige bouwsel bestaat uit één bouwlaag alwaar van oorsprong dienstlokalen, loket, wachtzaal, toiletten en technische installaties in ondergebracht zijn. Sinds 1993, zijn de loketten gesloten, net als de toiletten. De wachtzaal is niet meer toegankelijk sinds eind 2015. De technische installaties zijn nog steeds operationeel. Dat laatste is een van de hoofdredenen waarom het gebouwtje nog overeind staat.

## Faciliteiten
Nieuwkerken-Waas beschikt over 2 perrons. Ze zijn deels verhard en uitgerust met schuilhuisjes van het oude type (Isobelec). Op perron 1 bevindt zich een biljettenautomaat.
Naast het station is in het voorjaar van 2009 een nieuwe fietsenstalling in gebruik genomen. Het is van het standaardmodel 'Forever' dat Infrabel aan alle stopplaatsen tracht te plaatsen. Meer bepaald betreft het de dubbel uitgevoerde versie ervan die plaats biedt aan 112 tweewielers. Aan de overkant van de sporen kan men nog een fietsenstalling vinden. Verder zijn er twee gratis parkings te vinden: zowel aan de noordzijde (ruime parking) als aan de zuidzijde (een tiental plaatsen) van het station.

## Galerij

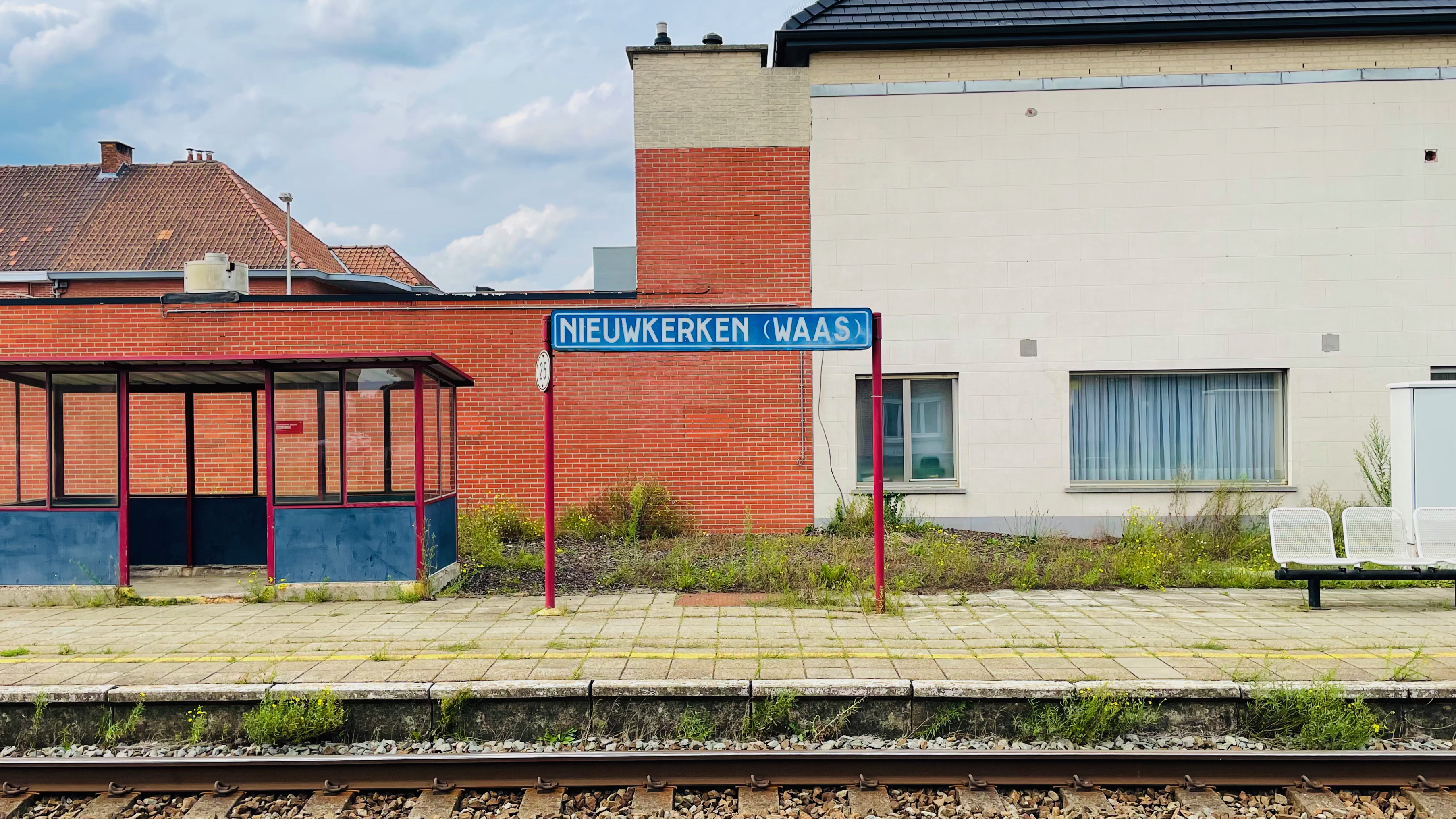
Naambord
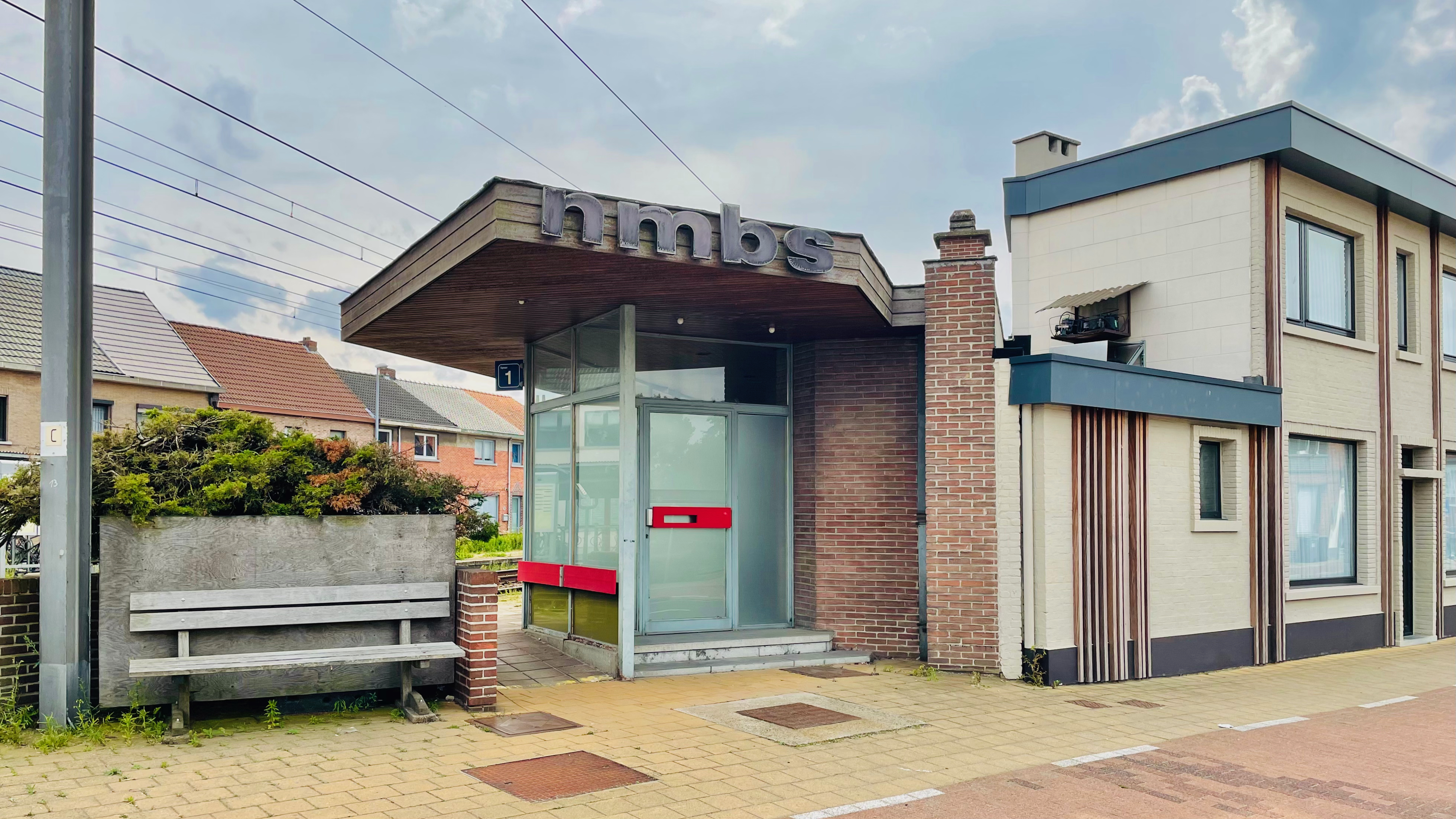
De stationsingang
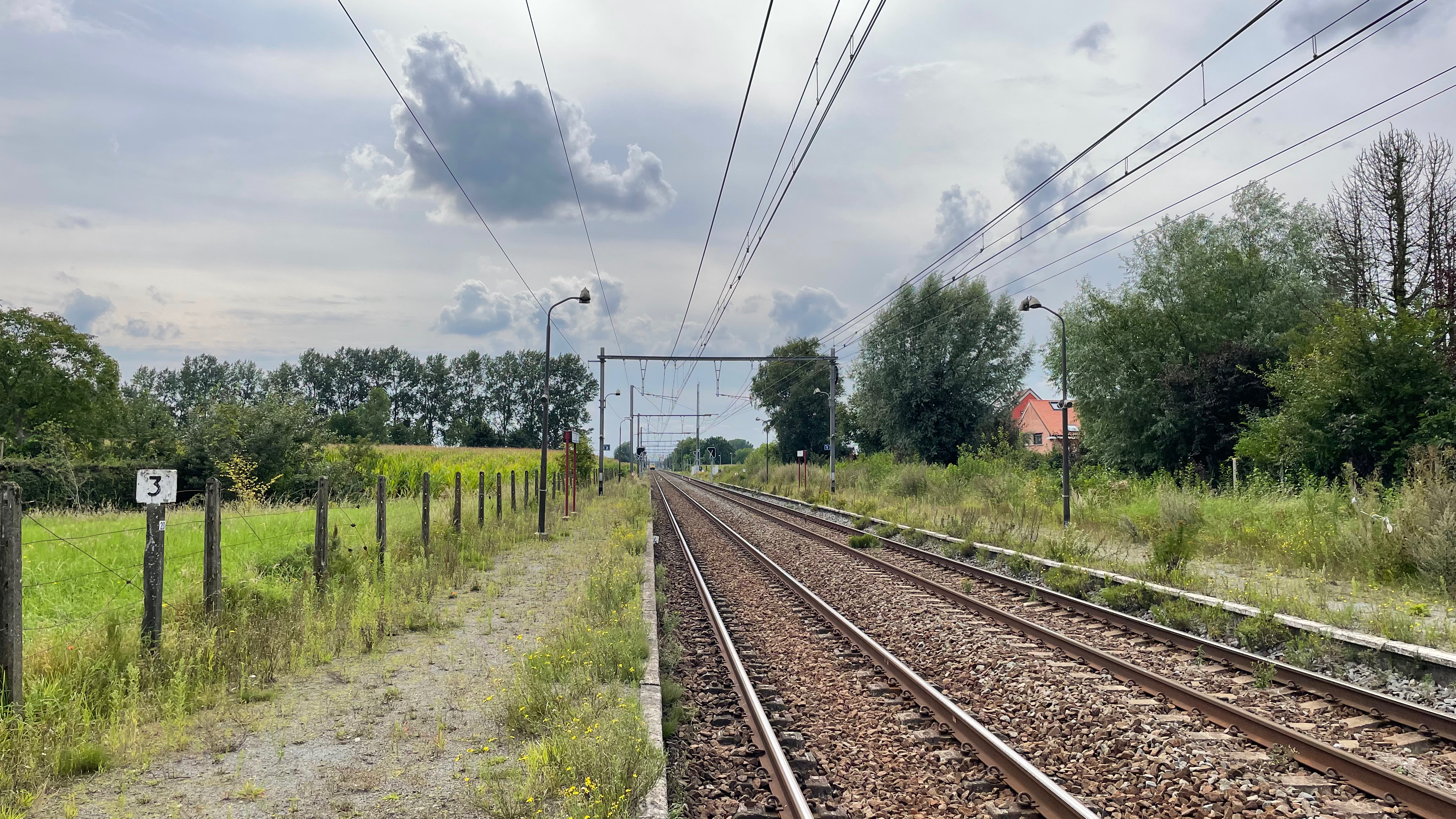
Zicht op verlaten perron
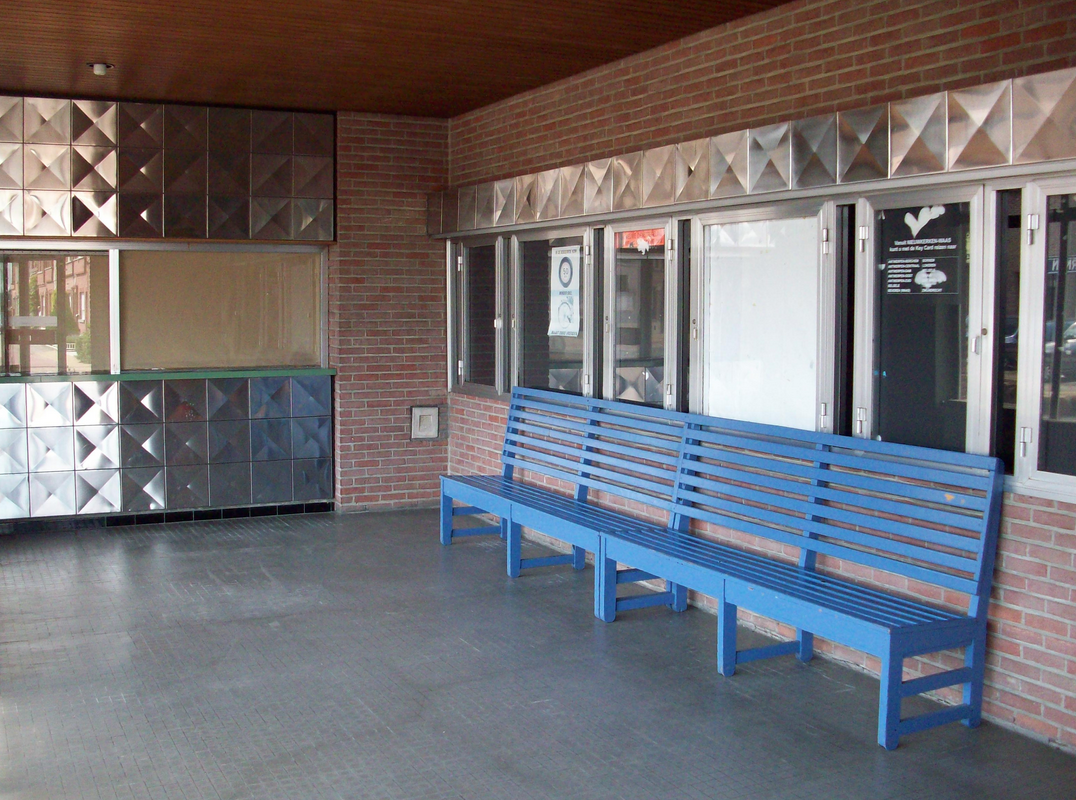
Wachtzaal
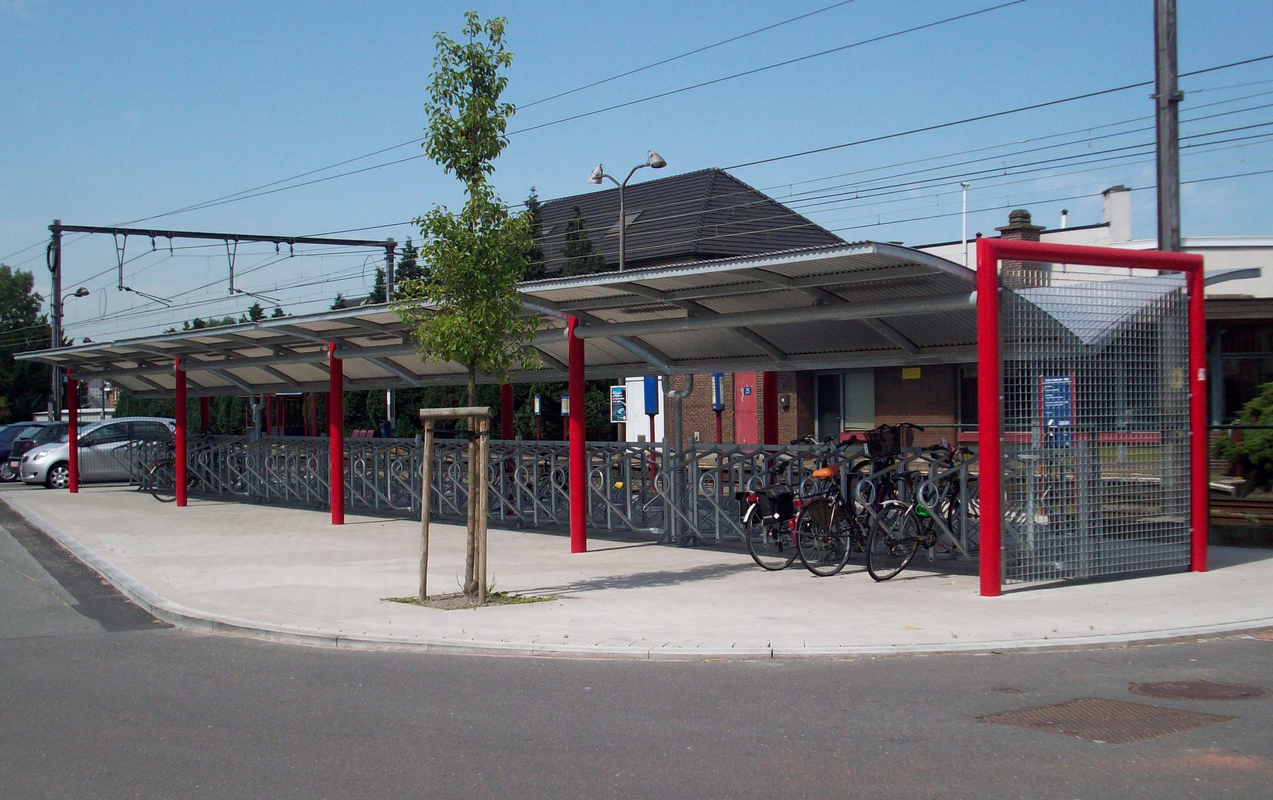
Vernieuwde fietsenstalling
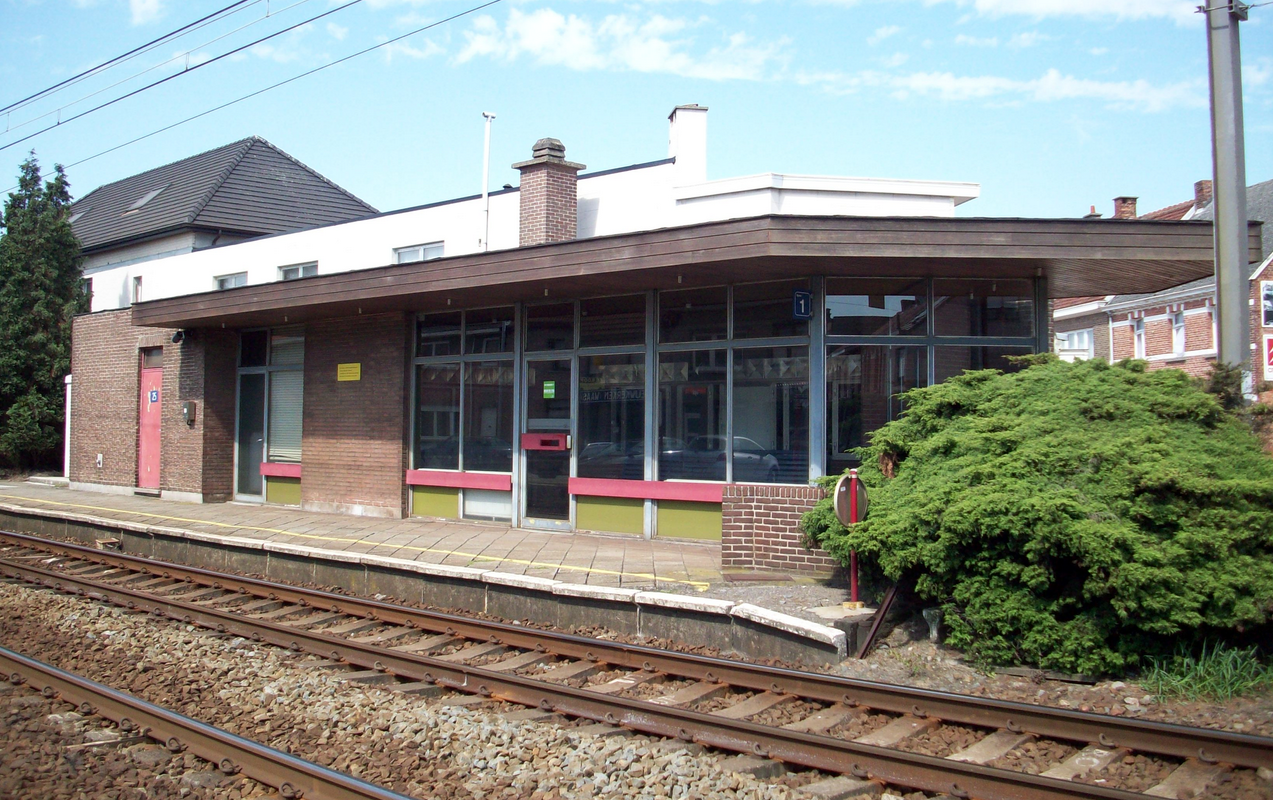
Stationsgebouw (2009)

## Treindienst
| Serie | Treinsoort               | Route                                                                        | Bijzonderheden                                                                                       |
| ----- | ------------------------ | ---------------------------------------------------------------------------- | --- |
| S 34  | S-trein Antwerpen (NMBS) | Dendermonde – Lokeren – Sint-Niklaas – Nieuwkerken-Waas – Antwerpen-Centraal | Rijdt 2×/u tussen Antwerpen - Dendermonde tijdens de week, 1x/u tijdens het weekend en juli/augustus |

## Reizigerstellingen
De grafiek en tabel geven het gemiddeld aantal instappende reizigers weer op een week-, zater- en zondag.
| Tabel: aantal instappende reizigers station Nieuwkerken-Waas | Tabel: aantal instappende reizigers station Nieuwkerken-Waas | Tabel: aantal instappende reizigers station Nieuwkerken-Waas | Tabel: aantal instappende reizigers station Nieuwkerken-Waas |
|                                                              | Weekdag                                                      | Zaterdag                                                     | Zondag                                                       |
| ------------------------------------------------------------ | ------------------------------------------------------------ | ------------------------------------------------------------ | ------------------------------------------------------------ |
| 1977                                                         | 264                                                          | 50                                                           | 55                                                           |
| 1978                                                         | 251                                                          | 52                                                           | 39                                                           |
| 1979                                                         | 262                                                          | 55                                                           | 61                                                           |
| 1980                                                         | 295                                                          | 37                                                           | 50                                                           |
| 1981                                                         | 278                                                          | 57                                                           | 45                                                           |
| 1982                                                         | 248                                                          | 58                                                           | 42                                                           |
| 1983                                                         | 228                                                          | 51                                                           | 31                                                           |
| 1984                                                         | 274                                                          | 41                                                           | 30                                                           |
| 1985                                                         | 259                                                          | 50                                                           | 42                                                           |
| 1986                                                         | 287                                                          | 44                                                           | 37                                                           |
| 1987                                                         | 258                                                          | 46                                                           | 25                                                           |
| 1988                                                         | 279                                                          | 63                                                           | 34                                                           |
| 1989                                                         | 241                                                          | 44                                                           | 38                                                           |
| 1990                                                         | 255                                                          | 54                                                           | 28                                                           |
| 1991                                                         | 233                                                          | 48                                                           | 37                                                           |
| 1992                                                         | 216                                                          | 41                                                           | 31                                                           |
| 1993                                                         | 185                                                          | 41                                                           | 26                                                           |
| 1994                                                         | 180                                                          | 19                                                           | 48                                                           |
| 1995                                                         | 126                                                          | 17                                                           | 11                                                           |
| 1996                                                         | 139                                                          | 17                                                           | 9                                                            |
| 1997                                                         | 159                                                          | 12                                                           | 12                                                           |
| 1998                                                         | 148                                                          | 14                                                           | 17                                                           |
| 1999                                                         | 139                                                          | 16                                                           | 8                                                            |
| 2000                                                         | 162                                                          | 12                                                           | 16                                                           |
| 2001                                                         | 126                                                          | 16                                                           | 16                                                           |
| 2002                                                         | 124                                                          | 20                                                           | 12                                                           |
| 2003                                                         | 118                                                          | 8                                                            | 14                                                           |
| 2004                                                         | 133                                                          | 14                                                           | 18                                                           |
| 2005                                                         | 123                                                          | 15                                                           | 14                                                           |
| 2006                                                         | 128                                                          | 14                                                           | 22                                                           |
| 2007                                                         | 144                                                          | 24                                                           | 32                                                           |
| 2008                                                         | -                                                            | -                                                            | -                                                            |
| 2009                                                         | 121                                                          | 37                                                           | 34                                                           |
| 2010                                                         | -                                                            | -                                                            | -                                                            |
| 2011                                                         | -                                                            | -                                                            | -                                                            |
| 2012                                                         | 97                                                           | 11                                                           | -                                                            |
| 2013                                                         | 135                                                          | 25                                                           | 39                                                           |
| 2014                                                         | 142                                                          | 17                                                           | 20                                                           |
| 2015                                                         | 122                                                          | 8                                                            | 9                                                            |
| 2016                                                         | 166                                                          | 35                                                           | 31                                                           |
| 2017                                                         | 149                                                          | 58                                                           | 51                                                           |
| 2018                                                         | 136                                                          | 40                                                           | 47                                                           |
| 2019                                                         | 312                                                          | 19                                                           | 18                                                           |
| 2020                                                         | 136                                                          | 25                                                           | 19                                                           |
| 2021                                                         | -                                                            | -                                                            | -                                                            |
| 2022                                                         | 239                                                          | 63                                                           | 81                                                           |
| 2023                                                         | 172                                                          | 86                                                           | 148                                                          |
| 2024                                                         | 243                                                          | 140                                                          | 96                                                           |

Belsele · Belsele-Dorp · Eigenlo · Nieuwkerken-Waas · Sinaai · Sint-Niklaas · Sint-Niklaas-Oost · Sint-Niklaas-West · Valk · Westakkers
0,0: Antwerpen-Berchem ·
4,0: Antwerpen-Zuid ·
7,0: Antwerpen-Linkeroever ·
9,1: Zwijndrecht ·
10,1: Zwijndrecht-Fort ·
12,1: Melsele ·
14,0: Beveren ·
15,1: Haasdonk ·
18,5: Westakkers ·
19,5: Nieuwkerken-Waas ·
22,7: Sint-Niklaas ·
25,3: Sint-Niklaas-West ·
26,2: Valk ·
27,1: Belsele ·
28,7: Sinaai ·
32,0: Heiken ·
35,7: Lokeren ·
38,4: Staakte ·
41,5: Zeveneken ·
43,6: Beervelde ·
46,8: Lochristi ·
49,5: Destelbergen ·
51,2: Westveld ·
53,0: Oostakker ·
?: Gent-Waas ·
55,8: Gent-Dampoort